# チェ・ジンシル
チェ・ジンシル（崔眞實、1968年12月24日 - 2008年10月2日）は、韓国の女優。ソウル出身。

## 人物
- 本貫は全州崔氏[1]。
- 身長163cm、体重46kg[2]。
- 俳優のチェ・ジニョン(2010年3月死去)は実弟[2]。
- 特技は徒競走[2]。
- 趣味は絵画を描くこと、水泳、自転車[3]。
- 多くのCM、映画、テレビドラマに出演し、芸能人高額納税者名簿の上位にランクインしていたジンシルだったが1日の小遣いを1万ウォンしか使わない徹底的な倹約生活で、1992年10月27日の貯金の日記念式で大統領から表彰を受けている[2]。
- 女性ポータルサイトezdayがネットユーザー1314名を対象に行ったアンケートでは、「1990年代最高の女優」で回答者の34%の支持を得て1位に輝いたほか、「1990年代思い出のドラマ」という質問では、自身の出演作である「嫉妬」、「星に願いを」がそれぞれ1位、2位に輝いた[4]

## 来歴

### 〜1988年：モデル、テレビタレント時代
17歳の時に父親が家族の元を離れたことが原因で大学に進学できず、アルバイトをしながら過ごしていた時にモデルエージェンシーにスカウトされて、芸能界入り。エキストラモデルとして活動中の1988年に出演したサムスン電子のテレビコマーシャルをきっかけに有名になった。その後、テレビタレントとして数々のテレビCMに出演し人気を高める。

### 1988年〜1990年代：女優デビュー、人気スターへ
1988年、『朝鮮王朝 500年』でドラマデビューを果たし、同年『最後のソウル』で映画デビューした。その後、一つのキャラクターにとらわれず様々な役を演じた。『林の中の部屋』の商業的な失敗と予定されていた映画出演の出演取り消しで落ち込むが、1992年に出演したテレビドラマ『嫉妬』で、“チェ・ジンシルシンドローム”といわれるブームを巻き起こす。その余勢を駆って映画『ミスターマンマ』に出演した。国税庁が発表した91年度芸能人高額納税者名簿で5位、青龍賞人気スター賞を1990年から1998年まで出演作がなかった1996年を除いて連続受賞するなど韓国において1990年代を代表する女優となった。
90年代のトップスターとなったジンシルのギャラはトップクラスであったが1994年に出演した映画『私は望む、私に禁じられたことを』は「自分のイメージが変わるなら」という理由でノーギャラで出演している。一方、1999年に出演した映画『マヨネーズ』は出演料が当時の韓国芸能界史上最高額の1億8千万ウォンであったことも話題を集めた。

### 2000年〜2004年：結婚、一時活動休止
2000年に当時読売ジャイアンツに所属していた趙成珉と結婚。出産・育児のため一時芸能活動を休止していたが、2002年より再開。その後、養育権を巡る争いなどから夫との関係が悪化し、2004年に離婚するなど、この時期は不遇だった。

### 2005年〜2008年：カムバック
2005年放送のテレビドラマ『バラ色の人生』が視聴率40%を超える人気作品となり、再評価されカムバックを果たす。その後、2008年放送のテレビドラマ『ラスト・スキャンダル』は大人気作品となった。

## 死去
2008年10月2日、ジンシルは瑞草区にある自宅のシャワーブースで首を吊った状態で発見された。自殺とみられている。39歳没。ジンシルはインターネット上の「ジンシルは自殺したアン・ジェファンに25億ウォン（約2億2000万円）を貸していた。名義上の社長を立て、その裏で貸金業を手がけている」という誹謗中傷に悩んでおり、それが自殺の原因と見られている。ジンシルは1日に朝鮮日報の記者の電話インタビューに応じていたようで、前向きな発言もあったもののインタビューに答えるその声はどこか憂いを含み落ち込んでいたという。
2日0時42分頃、ジンシルは親しかったメイクアップアーティストのイという人物に「この世の中で最も愛している姉さん、何があっても（子供の）ファンヒとジュンヒのことをお願い…」というメッセージを送り、その3分後の0時45分にまたイに「ごめん」というメッセージを送ったという。これがジンシルが最後に残したメッセージとされる。
韓国時間の4日午前7時30分にサムスンソウル病院（ソウル市江南区逸院洞）斎場でキリスト教のミサ形式でジンシルの告別式が行われ、京畿道城南市中院区にある城南ヨンセン院で荼毘に付された後、楊平郡楊西面両水里にあるカプサン公園墓地に埋葬された。
また実弟のチェ・ジニョンは2010年3月、元夫の趙成珉は2013年1月にそれぞれ自殺した。

## 出演

### ドラマ
| 放送年 | 放送局 | 作品名                                 | 役名           | 備考                   |
| ------ | ------ | -------------------------------------- | -------------- | ---------------------- |
| 1988年 | MBC    | 閑中録                                 | チャンミ       | 女優デビュー作品       |
| 1989年 | MBC    | 貴方の祝杯                             |                |                        |
| 1989年 | MBC    | シジン邑                               |                | テレビドラマ初主演作品 |
| 1989年 | MBC    | 眠らない樹                             |                |                        |
| 1989年 | MBC    | 第5列                                  |                |                        |
| 1989年 | MBC    | 波紋                                   |                |                        |
| 1990年 | MBC    | 我らの天国                             |                |                        |
| 1990年 | MBC    | 新妻の部屋に恋が開いたよ               |                |                        |
| 1990年 | MBC    | 二冊の日記                             |                |                        |
| 1990年 | MBC    | 追憶旅行                               |                |                        |
| 1992年 | MBC    | 風景                                   |                |                        |
| 1992年 | MBC    | 約束                                   |                |                        |
| 1992年 | MBC    | 嫉妬                                   |                |                        |
| 1992年 | MBC    | 魅惑                                   |                |                        |
| 1993年 | MBC    | 暴風の季節                             |                |                        |
| 1994年 | SBS    | 恋の香り                               | シン・ヨンジン |                        |
| 1995年 | SBS    | ジャズ                                 |                |                        |
| 1995年 | MBC    | アパート                               |                |                        |
| 1995年 | SBS    | アスファルトの男（ドリーム・レーサー） | オ・ファリョン |                        |
| 1997年 | MBC    | 星に願いを                             | イ・ヨニ       |                        |
| 1997年 | MBC    | あなた、そして私                       | ユン・スギョン |                        |
| 1998年 | MBC    | 追憶                                   |                |                        |
| 1999年 | MBC    | 薔薇と豆もやし                         | ソン・ミナ     |                        |
| 2000年 | MBC    | 風雲                                   |                |                        |
| 2002年 | MBC    | 君を知ってから                         | イ・オックァ   | 芸能活動復帰作品       |
| 2002年 | SBS    | ジャズ                                 |                |                        |
| 2004年 | MBC    | 薔薇の戦争                             | オ・ミヨン     |                        |
| 2005年 | KBS    | バラ色の人生                           | メン・スニ     |                        |
| 2007年 | MBC    | 悪い女 善い女                          | イ・セヨン     |                        |
| 2008年 | MBC    | ラスト・スキャンダル                   | ホン・ソニ     |                        |

### 映画
| 公開年 | 作品名                         | 役名                               | 備考                   |
| ------ | ------------------------------ | ---------------------------------- | ---------------------- |
| 1988年 | 最後のソウル                   |                                    | 映画デビュー作品       |
| 1990年 | 南部軍 愛と幻想のパルチザン    | パク・ミンジャ                     |                        |
| 1990年 | コッチタン                     | ヘジ                               |                        |
| 1990年 | 私の愛、私の花嫁               | ミヨン                             |                        |
| 1990年 | あのね、秘密だよ2              |                                    |                        |
| 1991年 | スーザンブリンクのアリラン     | シン・ユスク（スーザン・ブリンク） |                        |
| 1992年 | 森の中の部屋                   |                                    |                        |
| 1992年 | ミスター・マンマ               | ヨンジュ                           | 主演                   |
| 1993年 | 愛したい女、結婚したい女       |                                    |                        |
| 1994年 | 私は望む、私に禁じられたことを | カン・ミンジュ                     | 主演、ノーギャラで出演 |
| 1994年 | 嫁さん殺し                     | チャン・ソヨン                     | 主演                   |
| 1995年 | ママに恋人ができたよ           | ウンジェ                           | 主演                   |
| 1995年 | 誰が俺を狂わせるか             | ジョヨン                           | 主演                   |
| 1996年 | ゴースト・ママ                 | インジュ                           | 主演                   |
| 1997年 | ホレデー・イン・ソウル         | 電話交換手                         |                        |
| 1997年 | ベイビー・セール               | カン・ジヒョン                     | 主演                   |
| 1997年 | 手紙                           | イ・ジョンイン                     | 主演                   |
| 1998年 | マヨネーズ                     | アジョン                           | 主演                   |
| 2000年 | 燃ゆる月                       | ピ                                 |                        |

## 著作
- 自伝エッセイ『うん、今日一日も真実に生きよう』